# Ахмед Дохі
Ахмед Дохі (араб. أحمد الدوخي, нар. 25 жовтня 1976, Ер-Ріяд) — саудівський футболіст, що грав на позиції захисника.
Виступав, зокрема, за клуб «Аль-Гіляль», а також національну збірну Саудівської Аравії.

## Клубна кар'єра
У дорослому футболі дебютував 1995 року виступами за команду клубу «Аль-Гіляль», в якій провів десять сезонів.
Згодом з 2005 по 2009 рік грав у складі команд клубів «Аль-Іттіхад» та «Катар СК».
Завершив професійну ігрову кар'єру у клубі «Ан-Наср» (Ер-Ріяд), за команду якого виступав протягом 2009—2011 років.

## Виступи за збірну
У 1993 році дебютував в офіційних матчах у складі національної збірної Саудівської Аравії. Протягом кар'єри у національній команді, яка тривала 14 років, провів у формі головної команди країни 71 матч, забивши 4 голи.
У складі збірної був учасником розіграшу Кубка конфедерацій 1997 року у Саудівській Аравії, чемпіонату світу 1998 року у Франції, кубка Азії з футболу 2000 року у Лівані, де разом з командою здобув «срібло», чемпіонату світу 2002 року в Японії і Південній Кореї, кубка Азії з футболу 2004 року у Китаї, чемпіонату світу 2006 року у Німеччині.

## Титули і досягнення
- Переможець Кубка арабських націй: 1998
- Срібний призер Кубка Азії: 2000
- Переможець Кубка націй Перської затоки: 2003